# Sainte-Séraphine
Sainte-Séraphine est une municipalité de paroisse canadienne du Québec située dans la municipalité régionale de comté d'Arthabaska et la région administrative du Centre-du-Québec.

## Toponymie
« En 1904, on procédait au détachement de portions de territoire de Sainte-Clothilde-de-Horton, de Saint-Albert-de-Warwick, de Saint-Aimé-de-Kingsey-Falls et de Sainte-Élisabeth-de-Warwick pour former la paroisse de Sainte-Séraphine, érigée civilement en 1913. Celle-ci devait donner son nom à la municipalité de paroisse officiellement créée en 1931. Le nom retenu rappelle la mémoire de Séraphine Dufresne, mère de monseigneur Joseph-Simon-Hermann Brunault, né en 1857 »

## Géographie
La rivière Nicolet Sud-Ouest délimite le sud-ouest de la municipalité en coulant vers le nord-ouest.

## Démographie
| 1996 | 2001 | 2006 | 2011 | 2016 | 2021 |
| ---- | ---- | ---- | ---- | ---- | ---- |
| 396  | 421  | 401  | 378  | 355  | 425  |

## Administration
Les élections municipales se font en bloc pour le maire et les six conseillers.
| Sainte-Séraphine Maires depuis 2001                                                                                  |                  |         |          |
| Élection | Maire            | Qualité | Résultat |
| 2001 | Alphonse Lampron |         | Voir     |
| 2005 | Alphonse Lampron | Voir    |          |
| 2009 | Claude Lampron   |         | Voir     |
| 2013 | David Vincent    |         | Voir     |
| 2017 | David Vincent    | Voir    |          |
| 2021 | David Vincent    | Voir    |          |
| Élection partielle en italique Depuis 2005, les élections sont simultanées dans toutes les municipalités québécoises |                  |         |          |

## Attraits
Le camping du lac des cyprès est le principal centre d'intérêt en été.